# Centro Paleontológico da Universidade do Contestado
Centro Paleontológico da Universidade do Contestado (CENPÁLEO) é um centro de pesquisa localizado no município de Mafra. Foi criado em 1977 e tem por objetivos divulgar, proteger e pesquisar o patrimônio paleontológico e geológico do planalto norte de Santa Catarina. Visa também preservar importantes sítios e apoiar o desenvolvimento do turismo e de projetos pedagógicos, com base no complexo museológico denominado Museu da Terra e da Vida.
O Museu da Terra e da Vida, um museu de história natural que faz parte do Cenpáleo, está aberto desde 1998. Expõe fósseis e evidências geológicas sobre o que aconteceu no sul do Brasil há cerca de 300 milhões de anos. É focado principalmente nos períodos carbonífero e permiano da Bacia do rio Paraná, conta com um acervo de mais de dez mil peças. Está subdivido em Sala do Universo, Sala da Terra e Sala da Vida Antiga, e possui um variado acervo de fósseis dos mais diversos períodos geológicos, bem como uma rica coleção de rochas e minerais. Da sua exposição permanente constam evidências de vida de animais e vegetais.
Em 1996, durante as obras de instalação da empresa Bandag na periferia da cidade de Mafra, revelou-se um sítio rico em fósseis, fato que mobilizou a comunidade. As peças encontradas foram levadas até a Universidade do Contestado (UnC) onde se deu inicio ao centro de pesquisa paleontológico CENPALEO.